# 阿維奧山
46°11′57″N 10°26′33″E / 46.1991°N 10.44238°E
阿維奧山（義大利語：Monte Avio），是意大利的山峰，位於該國北部，由倫巴第大區負責管轄，屬於阿達梅洛-普雷薩內拉阿爾卑斯山脈的一部分，海拔高度2,962米，每年平均降雨量1,386毫米。